# PG1900
PG1900は、Wistron NeWeb Corp.が開発した、大衆電信のPHS方式及びGSM方式の携帯電話である。
PHSでの日本国ローミングとGSM900/1800/1900でのローミングに対応している。

## 歴史
- 2006年6月19日
  - ディーエスピーリサーチによる技術基準適合証明の工事設計認証 （工事設計認証番号003JX060020000）
  - ディーエスピーリサーチによる技術基準適合認定の設計認証 （設計認証番号A06-0039003）

## 仕様
- 形状：折りたたみ
- サイズ：幅43.8mm×高さ83.0mm×奥行26.0mm
- 重量：約89.5g
- 連続通話時間：約360分
- 連続待受時間：約350時間
- 充電時間：約3.5時間
- USB充電
- ディスプレイ：TFT液晶
- カラー：262144色
- サブディスプレイ：OLED
- カラー：65536色
- カメラ：130万画素(CMOS)
- 着信音：64和音、MP3
- 音声：「.mp3」、「.aac」、「.wav」、「.mid」、「.amr」、「.imy」
- 録音：「.amr」、「.wav」
- 写真：「.jpg」、「.bmp」、「.gif」
- 動画：「.mp4」、「.3gp」、「.avi」
- FMラジオ

## カラーバリエーション
- 珍珠白
- 金
- 黒